# Ludwisarnia Kökeritzów

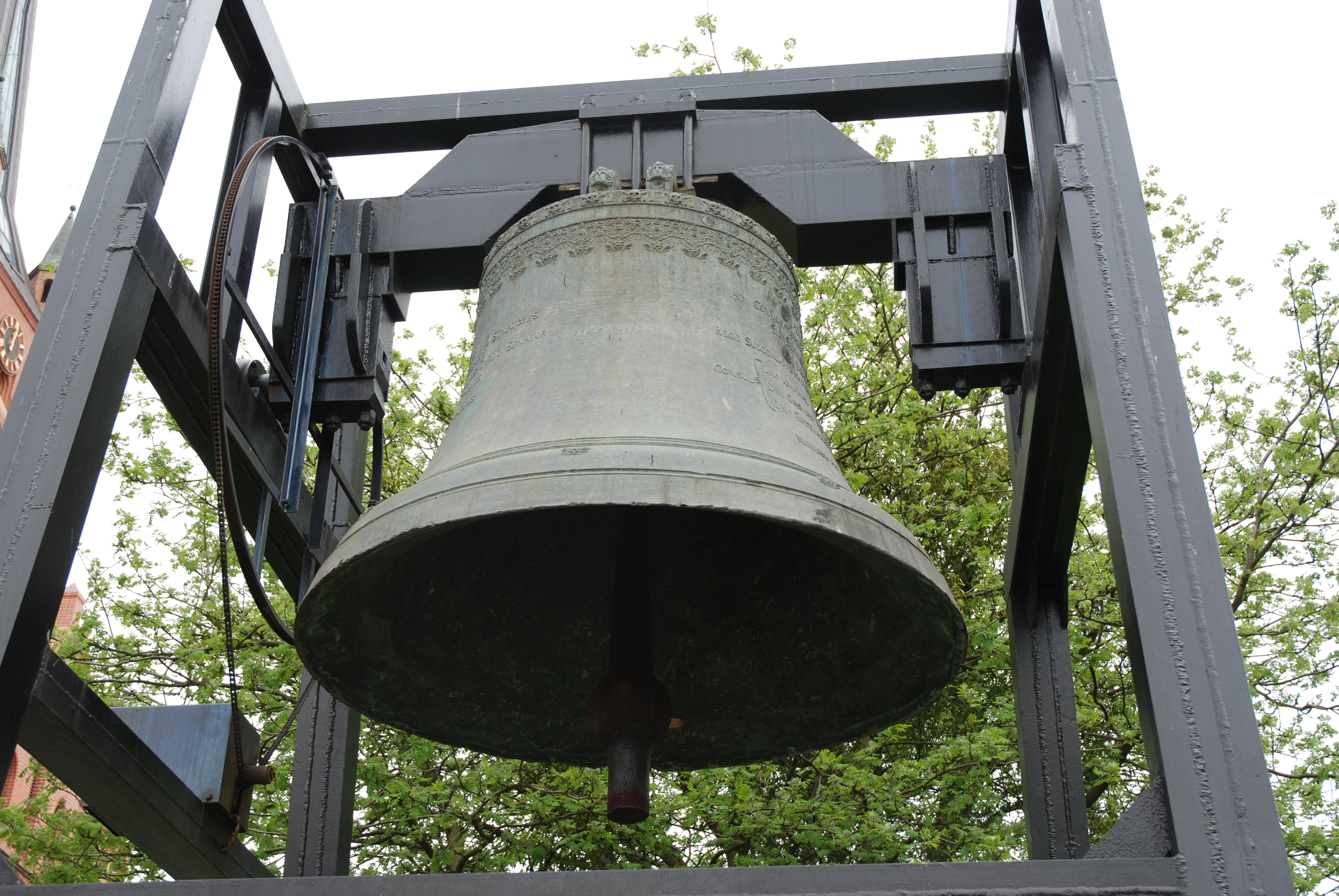
Dzwon Jakub katedry w Szczecinie

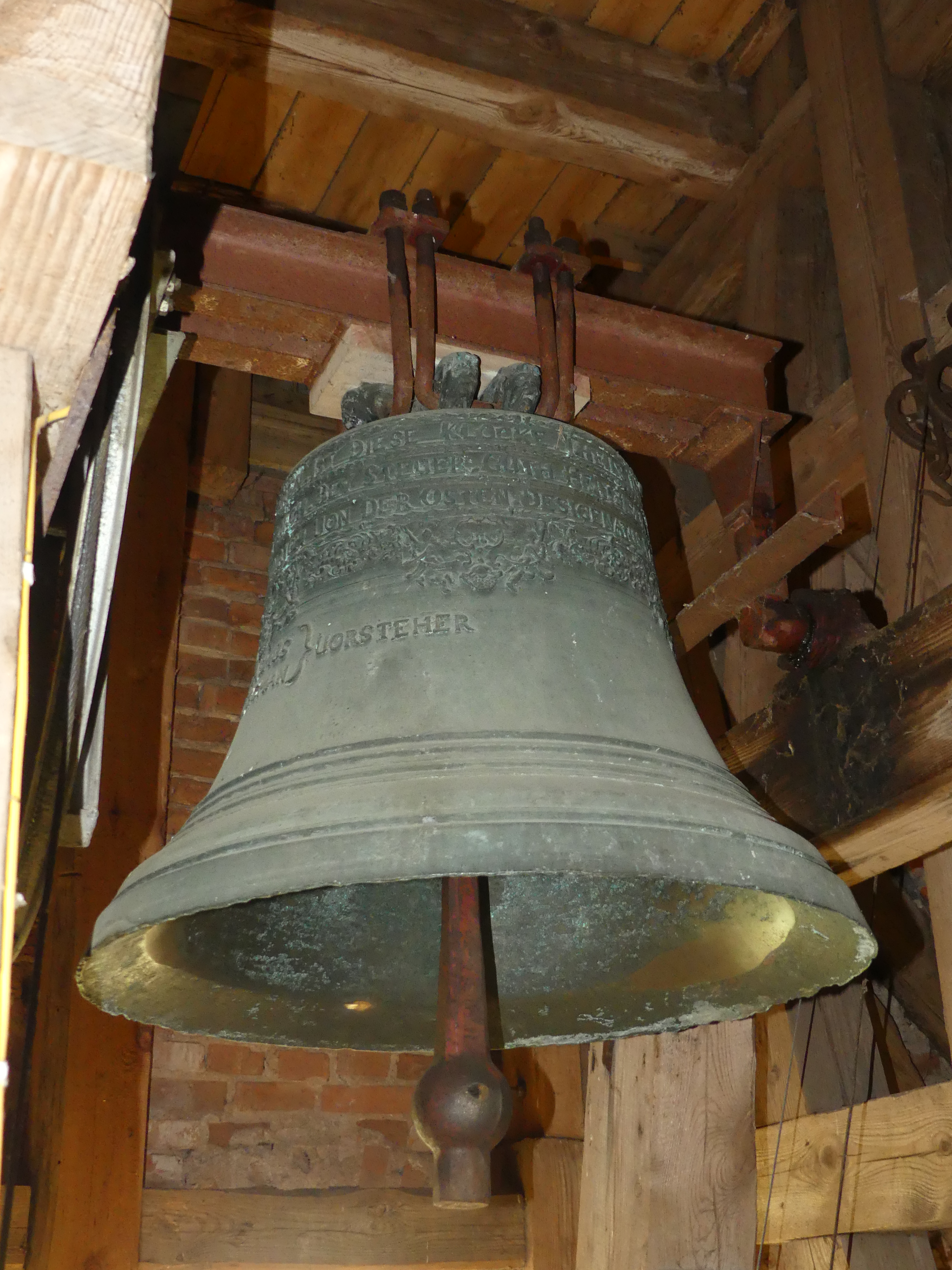
Dzwon kościoła w Wollinie

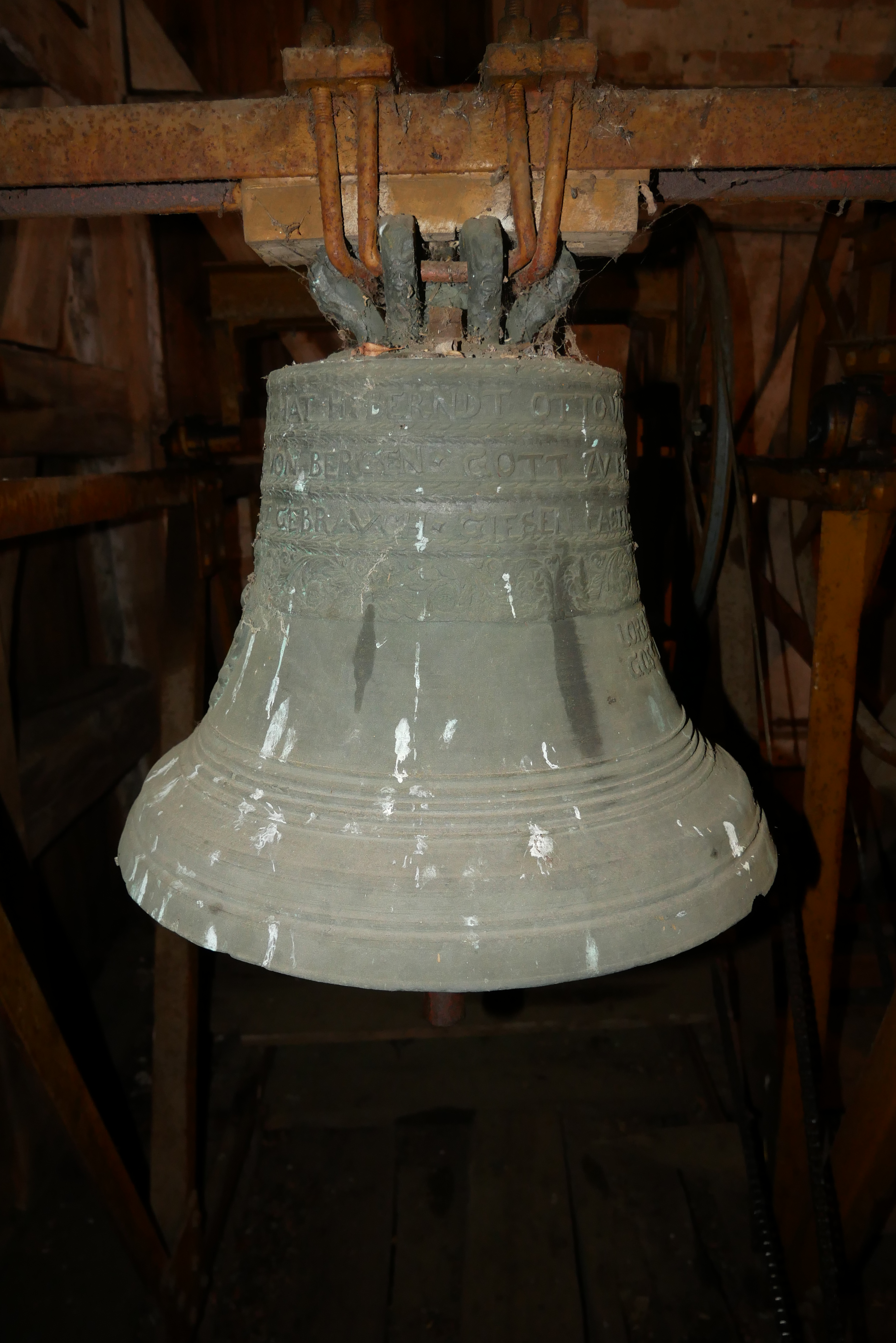
Dzwon kościoła w Blankensee

Ludwisarnia Kökeritz – zakład ludwisarski prowadzony przez rodzinę Kökeritzów, działający w latach 1625–1688 w Szczecinie.

## Historia
Zakład ludwisarski został założony przez Christopha Kökeritza w 1625 roku. Christoph w przeszłości pracował jako odlewnik dla szwedzkiej rodziny królewskiej, odrzucił on propozycje pracy jako nadwornego odlewnika dla węgierskiego księcia Gábora Bethlena. Wykonał on średni dzwon dla kościoła św. Jakuba w Szczecinie (1631). Po jego śmierci zakład prowadził Lorentz I Kökeritz, zaopatrywał on w dzwony parafie na Pomorzu. Odlał on dzwony dla kościoła św. Mikołaja w Bad Freienwalde (1652), kościoła w Mielenku Gryfińskim (1651 ). Jego największym dziełem było odlanie zestawu składającego się z trzech dzwonów dla pyrzyckiego kościoła farnego. Po śmierci Christopha zakład został przejęty przez jego syna Lorentza II, w międzyczasie w zakładzie pracował również Georg Kökeritz który był twórcą dzwonów dla kościoła szpitalnego św. Gertrudy w Szczecinie (1667, 1669). Lorentz II Kökeritz otrzymywał liczne zamówienia z wschodniej Marchii Brandenburskiej oraz Pomorza Zachodniego, dzwony były transportowane Odrą oraz przez Morze Bałtyckie do Szwecji. Przyczyną tak wielkiego popytu na dzwony kościelne była wojna trzydziestoletnia, wówczas społeczności musiały odbudować zniszczone w konflikcie kościoły. Wykonał on dzwony m.in. dla kościoła w Altwarp (1664), kościoła w Blankensee (1674), kościoła w Kołbaskowie (1672), kościoła św. Mikołaja w Gryfinie (1680), opactwa cystersów w Kołbaczu (1684). Lorentz II odlewał również dzwony dla swojego rodzinnego Szczecina. Dla kościoła św. Jakuba w Szczecinie odlał on dzwon mszalny o średnicy 1400 mm (1680), dzwon cymbałowy (1679) oraz zachowany do dziś dzwon Jakub o wadze 6 ton, ufundowany przez króla szwedzkiego Karola XI w 1681 roku.

## Niektóre z zachowanych dzwonów
- Dzwon w Kościele Matki Boskiej Bolesnej w Mierzynie (1644)
- Dzwon w Kościele w Mielenku Gryfińskim (1651)[1]
- Dzwon w Kościele w Wollinie (Meklemburgia-Pomorze Przednie) (1680)[1]
- Dzwon w Kościele Świętej Trójcy w Kołbaskowie (1672)[2]
- Dzwon w Kościele w Blankensee (powiat Vorpommern-Greifswald) (1674)[1]
- Dzwon w Kościele św. Piotra i św. Pawła w Szczecinie (1677)
- Dzwon w Katedrze św. Jakuba w Szczecinie (1681)[1]